# Barbuise
 Barbuise  es una población, y comuna francesa, en la región de Champaña-Ardenas, departamento de Aube, en el distrito de Nogent-sur-Seine y cantón de Villenauxe-la-Grande.

## Demografía
| 304 | 298 | 276 | 287 | 270 | 345 |
| Para los censos de 1962 a 1999 la población legal corresponde a la población sin duplicidades (Fuente: INSEE [Consultar]) |     |     |     |     |     |